# Bušilica
Bušilica je ručni alat ili alatni stroj koji svrdlom ili drugim alatom buši i obrađuje cilindrične rupe (provrt) u metalu, drvu, plastici, betonu, kamenu, stijeni i slično. Bušilica može biti ručna ili strojna. Bušilice se koriste u domaćinstima te u raznim industrijama i granama znanosti. U svakoj radionici (kućnoj, majstorskoj ili velikom pogonu) glavni je alat bušilica. Kod izrade konstrukcija, montaže, sastavljanju dijelova strojeva ili izradi predmeta, uvijek se mora izbušiti rupa, pa tek onda umetnuti vijak, klin, uže. Bušilice postoje od najjednostavnijih ručnih bušilica do koordinatnih ili brojčano upravljivih bušilica (CNC bušilica). Mogu imati jednu ili više brzina, te različite načine promjene brzine i smjera vrtnje.
Bušenje je postupak obrade odvajanjem čestica kojim se u obratku izrađuju provrti različitih mjera (dimenzija) i kvalitete obrađene površine (hrapavost površine). Glavno gibanje v pri obradi bušenjem, proširivanjem, upuštanjem i razvrtavanjem je kružno i izvodi ga alat. Pomoćno gibanje s je pravocrtno i izvodi ga također alat. Predmet obrade ili obradak nalazi se stegnut na radnom stolu bušilice i u postupku rezanja miruje. Bušilica osim bušenja može izvesti proširivanje, razvrtanje, zabušivanje, upuštanje konusa, razvrtanje konusa, urezivanje navoja, vanjsko upuštanje, unutarnje upuštanje.

## Vrste bušilica
Bušilice se dijele na: ručne bušilice,  ručne bušilice s pogonom i strojne bušilice (alatni stroj). Ručna bušilica ostvaruje glavno, kružno gibanje elektromotorom (osim jednostavnoga stolarskog i sličnog alata), a pomoćno, uzdužno ili aksijalno gibanje ručnom snagom. Udarna bušilica, osim vrtnje, ostvaruje i udarno uzdužno gibanje, što omogućuje bušenje vrlo tvrdih i krhkih materijala (beton, kamen, stijena).
U industrijskoj proizvodnji najčešće se za obradu kovina koristi strojna bušilica u obliku alatnoga stroja. Osim za bušenje, takav stroj služi i za upuštanje, razvrtanje, urezivanje navoja i žljebova i slično. S obzirom na različit alat koji se pritom koristi, bušilice mogu biti izvedene kao obradni centri s automatskom izmjenom i spremanjem alata te s numeričkim upravljanjem s računalom (CNC upravljanje). Strojna bušilica ima ugrađeni elektromotor, koji pogoni vreteno s alatom. Brzina vrtnje može se regulirati, a alat se hladi uljnom emulzijom.
Različiti tipovi strojnih bušilica prilagođeni su posebnoj vrsti obrade. Većina ih ima jedno vreteno s okomitim smjerom bušenja. Najjednostavnija je stolna bušilica s elektromotornim rotacijskim gibanjem, dok je uzdužno (aksijalno) gibanje po vodilici ručno. Stupna bušilica ostvaruje oba gibanja elektromotorom, a obradak se namješta ručno. Radijalna bušilica mijenja položaj vretena na zakretnoj gredi, a obradak je nepokretan. Koordinatna bušilica omogućuje vrlo preciznu obradu s pomoću optičkoga i digitalnoga mjernog uređaja. Redna bušilica sastavljena je od nekoliko stupnih bušilica iznad zajedničkog stola. Svako vreteno nosi drugačiji alat, pa se pomicanjem obratka mogu u slijedu obavljati različite operacije. Viševretena bušilica može bez pomicanja obratka istodobno bušiti ili obrađivati više rupa. Za vrlo preciznu i složenu obradbu koristi se jednovretena vodoravna bušilica, koja može služiti i za glodanje. Posebno je područje duboko bušenje, koje, s dubinom bušenja i do 15 metara, ima posebnu važnost za proizvodnju cijevi za različita oružja. Osim u obradi materijala, bušilice velikih izmjera koriste se u građevinarstvu, rudarstvu i geologiji.

### Ručne bušilice
Prve ručne bušilice u povijesti su se pojavile prije otprilike 35 000 godina, a to je bio jednostavan kameni šiljak, koji se okretao trljanjem između ruku. Glavni napredak su bile ručne bušilice u obliku luka, koje su se pojavile u dolini Inda i drevnom Egiptu, a koristile su se i za paljenje vatre na ognjištima. I danas postoje ručne bušilice koje koristi stolari za bušenje jednostavnih rupa u drvu. 
Ručne bušilice se primjenjuju za bušenje provrta manjih od 8 milimetara i to najčešće izvan radionica, na mjestima gdje nema električne energije ili na nepristupačnim mjestima i velikim nepokretnim dijelovima. Ručna bušilica ima oslonac koji joj osigurava stabilnost i prijenos pritiska pri bušenju. Okretanjem ručice (moguće i preko preko zupčanika) ostvareno je kružno gibanje.

#### Ručne električne bušilice
Ručne električne bušilice ili ručne bušilice s pogonom kao pogon koriste elektromotor pokretan električnom strujom 220 V ili istosmjernom strujom iz baterije ili akumulatora (različitog napona – 12 V, 24 V). U prostorima gdje ne smije doći do iskrenja, koja se pojavljuju kod električnih bušilica, praktičnije je korištenje pneumatskih bušilica. Kod električnih bušilica potrebno je u blizini imati priključak na električnu energiju. Akumulatorske bušilice su samostalne, ali ograničenje im je kapacitet baterije. Kod pneumatskih bušilica potrebno je u blizini imati kompresor za snabdjevanje bušilice stlačenim zrakom. Ručne električne bušilice se koriste za bušenje provrta do 15 milimetara, kada je predmet nepogodan za bušenje na stolnim ili drugim bušilicama. Osovina elektromotora je sa zupčanicima vezana za radno vreteno. Prodiranje svrdla se izvodi pritiskom ručice. Broj okretaja ručne električne bušilice kreće se od 150 do 3 500 okr/min. Pri radu s ovim bušilicama mora se voditi računa o ispravnosti instalacija i kabla, kao i podlozi na kojoj se izvodi bušenje. 
Zbog preciznosti izrade rupe prilikom bušenja, često je potrebno korištenje i drugih naprava. Za precizno spuštanje alata i bušenje potrebni su različiti stalci za bušilice, bilo s podnožjem, stupom iz radnog stola ili magnetski stalak. Stalci omogućuju veliku preciznost ručnih alata pri posmaku (u pravcu osi rotacije). Prilikom bušenja obavezno je stezanje obratka, kako bi strojna obrada bila precizna. Stezati se može različitim škripcima, stegama, klinovima, planskim pločama.

##### Udarna bušilica
Udarna bušilica, osim vrtnje (rotacije), ostvaruje i udarno uzdužno (aksijalno) gibanje, što omogućuje bušenje vrlo tvrdih i krhkih materijala (beton, kamen, stijena).

#### Pneumatske bušilice
Pneumatske bušilice se primjenjuju u velikim industrijskim pogonima, gradilištima i drugdje gdje postoje uređaji za stlačeni (komprimirani) zrak. Stlačeni zrak dolazi kroz crijevo do priključka držača i prolazi kroz filtar zraka u pneumatski cilindar, unutar kojeg se okreće rotor motora bušilice. Ventil ili razvodnik stvara gibanje u otvorenom položaju. Rotor bušilice se sastoji od cilindra, u kome su izvedena, po uzdužnom (aksijalnom) smjeru 4 ili 5 utora na koje djeluje stlačeni zrak i izvodi vrlo brzo okretanje rotora, a time i stezne glave svrdla. Pneumatske bušilice mogu postići velike brzine gibanja (brzina na prazno i do 21 000 okr/min), a vrlo su lagane. Koristeći u radu razne nastavke, ručne električne i pneumatske bušilice mogu izvoditi brojne operacije: bušenje, brušenje, odvijanje i slično. 

### Strojne bušilice
Strojne bušilice su alatni strojevi kojima se pomoću alata za bušenje izrađuju okrugle rupe. Dijele se na: stolne bušilice, stolno stupne bušilice, stupne bušilice, redne bušilice, revolverske bušilice, viševretene bušilice, radijalne bušilice, horizontalne bušilice, bušilice glodalice,  koordinatne bušilice, bušilice za duboko bušenje, bušilice za urezivanja navoja.

#### Stolna bušilica
Radni stol kod stolnih bušilica nalazi se na podložnoj ploči. Vretenište se može visinski pomicati. Prijenos snage u vreteništu s motora na glavno vreteno vrši se klinastim remenom. Radno vreteno je uležišteno u pinoli koja omogućuje posmično gibanje ručnom polugom. Stolne bušilice se najjednostavniji alatni strojevi za izradu provrta, promjera najviše do 15 mm i dubine bušenja do 70 mm. Mijenjanjem položaja remena na remenicama može se postići više različitih brojeva okretaja, zavisno o vrsti i broju stupnjeva na stupnjevitim remenicama. Postolje bušilice je izrađeno od lijevanog željeza i ujedno služi kao radni stol. Postolje se pomoću vijaka učvršćuje na podlogu radnog stola ili posebnog stalka za bušilicu. Na postolju se nalaze "T" utori, u koje se postavljaju vijci za učvršćivanje škripca. Stup bušilice je izrađen također od lijevanog željeza i fino je obrađen. Stup se može blokirati ručicom. Pomoćno gibanje alata omogućeno je mehanizmom smještenim u kućištu vretena. Radnik djelujući na ručicu okreće zupčanik koji je ozubljen sa zubnom letvom. Po završetku radnog hoda ručica se vraća u početni položaj pomoću povratne opruge. Pomoćno gibanje može se regulirati na željenu dubinu ("slijepi provrti") pomoću graničnog vijka, ili se dubina bušenja može očitati na podjeli koja se nalazi na kućištu. 

#### Stolno stupna bušilica
Razlika stolno stupnih i stolnih bušilica je u radnom stolu, koji se nalazi konzolno smješten na stupu bušilice i koji se može pomicati i zakretati. Stolne i stolno stupne bušilice moraju biti smještene na povišeno radnom mjestu ili radnom stolu.

#### Stupna bušilica
Stupna bušilica se izrađuje s okruglim stupom za manje promjere bušenja ili sa sandučasto oblikovanim stalkom za veće dubine i promjere bušenja. Podložna ploča se kod stupnih bušilica pričvršćuje na temelje. Za prijenos snage se koristi višeosovinski zupčasti prijenosnik. Radni stol se visinski pomiče i moguće ga je, kod bušilica s okruglim stupom zakretati. Stupne bušilice služe za bušenje provrta do 50 mm. Ove bušilice su stabilnije u radu od stolnih bušilica, te su i preciznije. Stupne bušilice imaju postolje i posebno radni stol koji se može pomjerati okomito po stupu. Broj mogućih brzina, odnosno broj različitih brojeva okretaja svrdla može biti isti kao i kod stolnih bušilica (remenski prijenos glavnog gibanja), a kod bušilica koje imaju zupčasti prijenos u kućištu, broj mogućih brzina kreće se od 5 do 24. Stupne bušilice mogu imati ručni i automatski posmak, a broj posmaka se kreće od 3 do 12.

#### Redne bušilice
Redne bušilice se sastoje od jednog čvrstog stola na koji je pričvršćeno više stolnih, stolno stupnih bušilica ili bušilica na stalku. Služe za obradu većeg broja rupa raznih dimenzija u istom obratku. Upotrebljavaju se zbog bolje ekonomičnosti u serijskoj proizvodnji. Lako se automatiziraju. U radnom vretenu svake bušilice nalazi se drugi alat, čiji redoslijed zavisi od tehnološkog postupka strojne obrade. Radnik pomjera predmet obrade od vretena do vretena i izvodi zadane operacije.

#### Revolverska bušilica
Revolverska bušilica namjenski je slična rednim bušilicama, ali joj je svojstvena specijalna revolverska glava. Njom se obrađuje rupa čija obrada zahtjeva različite operacije. Obradak stegnut u steznoj napravi obrađuje se u jednom zahvatu.

#### Viševretena bušilica
Služi u serijskoj i masovnoj proizvodnji za istovremenu obradu više rupa, odnosno svih vrsta uvrta, provrta, upuštanja, navoja, na jednom obratku u jednom zahvatu. Razvila se iz stupne bušilice, dodavanjem zvona s nizom paralelno ukopčanih radnih vretena.

#### Radijalna bušilica
Glavno vretenište s bušnim vretenom pomiče se po konzoli. Konzola se može okomito pozicionirati, te zakretati oko stupa. Ovime se povećava radni prostor u kojem mogu precizno bušiti. Radijalna bušilica služi za obradu bušenja na velikim i teškim predmetima, koji bi se teško pomicali ispod bušnog vretena. Sva gibanja obavlja alat, dok je obradak pričvršćen za radni stol na temeljnoj ploči (podnožju). Konzola se može pomjerati oko stola za 360˚. Na okomitom stupu nalazi se konzola s nosačem alata, koji se pomjera po konzoli tako da radno vreteno može zauzeti potrebni položaj. 

#### Vodoravna bušilica
Vodoravna bušilica služi za vrlo točnu obradu bušenjem, najvećih dijelova u jednom zahvatu. Time se omogućuje točan odnos među osima raznih provrta. Zbog tražene točnosti vodoravna bušilica mora biti jako kruta. Na postolju je radni stol koji može prihvatiti izrazito velike i teške obratke. Jedan stup nosi vretenište s glavnim vretenom, dok drugi stup ima prihvatni ležaj za prihvat i centriranje bušne motke. Pored bušenja služe za razvrtanje, glodanje, rezanje navoja, uzdužno i poprečno tokarenje, obradu konusa, a ponekad i za brušenje. Glavno vreteno je u vodoravnom položaju.

#### Koordinatne bušilice
Koordinatne bušilice su specijalne bušilice koje mogu bušiti provrte bez prethodnog mjerenja i obilježavanja predmeta. Veoma su precizne i koriste se pri izradi alata i drugih predmeta od kojih se traži velika točnost. Zahtijevaju posebnu prostoriju gdje je stalna temperatura oko 20 ˚C i stalna vlažnost oko 50%. Pri radu s ovim bušilicama skida se mala količina strugotine. 

#### Agregatne bušilice
Agregatne bušilice predstavljaju kombinaciju dvije ili više jednostavnih bušilica postavljenih na zajedničkom postolju. Svaka od tih bušilica ima posebni elektromotor s kojim čini jedan agregat. Koriste se za posebne svrhe u serijskoj i masovnoj proizvodnji. 

#### CNC bušilice
CNC bušilice ili bušilice s numeričkim upravljanjem rade prema pripremljenom računalnom programu.

## Parametri bušenja
Kod bušenja svake rupe potrebno je odrediti parametre ili režime rada. Osnovni parametri su brzina rezanja, brzina okretanja svrdla, posmak, promjer svrdla i dubina bušenja:
- Brzina rezanja vc je obodna brzina na svrdlu, tj. brzina s kojom alat obrađuje sirovac. Ona ovisi o materijalu koji se obrađuje. Svaki materijal ima svoju brzinu kojom se može rezati. Brzina rezanja ovisi o alatu kojim se buši, o potrebnom stanju površine nakon bušenja, o hlađenju za vrijeme bušenja, o snazi stroja, o posmaku. Brzine rezanja se mogu naći u obliku dijagrama, tablica, a ima i programskih podrška (engl. software) koje same računaju potrebne parametre.
- Broj okretaja glavnog radnog vretena se preračunava prema:

{\displaystyle n={\frac {v_{c}\cdot 1000}{D\cdot \pi }}\ }
gdje je: D – promjer obratka.
- Posmak vf je relativna brzina gibanja alata prema obratku, a kod bušenja uvijek u pravcu osi rotacije. To je brzina prodiranja alata u materijal. Mjeri se u mm/min.
- Posmak po okretaju fn (mm/okr) određuje se kao aksijalni pomak alata tijekom jednog okretaja. Koristi se za računanje dubine prodiranja, te za definiranje posmaka bušenja.[6]

## Primjer postupka izrade navoja
Za izradu navoja M10 u rupi potrebno je:
- Na odabranoj poziciji zabušiti navrt (označavanje središta rupe) ručnim ili NC zabušivalom;
- Prema dimenziji i vrsti navoja odabire se potrebno svrdlo koje buši okruglu rupu. Na primjer za M10 potrebna je rupa prema tablicama D = 8,376 mm i odabire se spiralno svrdlo D = 8,4mm. Ako je potrebno, izvrši se predbušenje spiralnim svrdlom, npr. D = 5mm;
- Preporuka je upuštanje ulaza rupe zbog lakše daljnje obrade, te lakšeg kasnijeg uvođenja vijka;
- Također se odabire ureznica s definiranim profilom koja urezuje navoj. Prema tablicama M10 ima korak 1,5 mm, te se prema njemu određuje brzina rezanja (400 o/min) i posmak (400 ˑ 1,5 = 600 mm/min ili 1,5 mm/okr).